# Julius Ostendorf

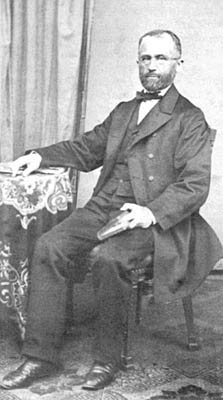
Julius Ostendorf

Gottfried Friedrich Johann Julius Ostendorf (* 2. April 1823 in Soest; † 31. August 1877 in Halle (Saale)) war ein deutscher Pädagoge und Politiker.

## Familie, Ausbildung und Beruf
Julius Ostendorf wurde als Sohn des Predigers an der Petrikirche, Franz Wilhelm Friedrich Anton Ostendorf, in Soest geboren. Von 1832 bis 1840 besuchte er das Archigymnasium seiner Heimatstadt. Nach einem glänzenden Abitur studierte er zwischen 1840 und 1843 evangelische Theologie in Bonn, Halle an der Saale und Berlin. Er wurde Mitglied des Corps Guestphalia Bonn und der Alten Bonner Burschenschaft. 1843 kehrte er nach Soest zurück und studierte bis 1845 – wohl im Selbststudium – Philologie. Im Herbst 1845 bestand er in Münster die Oberlehrer-Prüfung und hielt dann bis 1846 das gesetzliche Probejahr am Gymnasium zu Soest ab. Zu Neujahr 1847 wurde er provisorisch an das Weseler Gymnasium berufen, musste aber aus Krankheitsgründen auf die endgültige Anstellung verzichten.

## Ostendorf während der Revolution von 1848/49
Zurück in Soest, engagierte er sich an den vorrevolutionären politischen Diskussionen. Da er ein guter Redner war, wählten die Bürger ihn als Abgeordneten des Wahlkreises Soest/Hamm (Westfalen). Vom 18. Mai 1848 bis zum 26. Mai 1849 war er als zweitjüngster Abgeordneter (Reichsprimaner) anfänglich einer der Schriftführer in der Frankfurter Nationalversammlung. Er stand auf der Seite der Erbkaiserlichen (erst Württemberger Hof, später Augsburger Hof) und plädierte für eine führende Rolle Preußens in Deutschland, jedoch ohne Österreich (Kleindeutsche Lösung). Dies sah Ostendorf freilich unter dem Vorbehalt, dass die preußischen Provinzen selbstständige Länder würden; „denn ein zentralisiertes Preußen kann nie an Deutschlands Spitze – wenigstens nicht auf Dauer – stehen. Das wäre eine Hegemonie der schlimmsten Art“. Preußen sollte nach seiner Ansicht in einem geeinten Deutschland aufgehen. Dem Rückruf der preußischen Abgeordneten durch den König widersetzte sich Ostendorf, schloss sich nach seinem Austritt aus der Frankfurter Versammlung noch der sog. Gothaer Versammlung an. In 25 Leserbriefen schilderte und erklärte er seinen Ur-Wählern das politische Geschehen in jener Zeit.

## Lehrer und Schulreformer
Julius Ostendorf blieb nach der Rückkehr in das preußische Soest ohne Anstellung. 1850 bot man ihm in Lippstadt/Westf. – damals noch unter preußisch-lippischer Samtherrschaft – die Vertretung eines erkrankten Schulleiters an. 1851 übernahm er die Leitung der höheren Bürgerschule, die er bis 1859 zu einer der vier Realschulen I. Ordnung in Westfalen führte. Bereits 1855 ließ er neben dem Schulgebäude eine der ersten Winterturnhallen in Westfalen bauen. Ostendorf war viele Jahre auch Stadtverordneter in Lippstadt und in der evangelischen Kirche engagiert. 1872 wurde er zum Direktor an der Realschule in der Klosterstraße – später Hindenburgschule – in Düsseldorf ernannt. Er veröffentlichte mehrere pädagogische Schriften im Zusammenhang mit der preußischen Schulreform und war eine führende Person im sog. Realschulmänner-Verein, einige Male dessen Vorsitzender in den Konferenzen. „Im October 1873 berief der Minister Adalbert Falk eine Conferenz zur Berathung über das höhere Schulwesen des preußischen Staats und Ostendorf wurde zu dieser Conferenz hinzugezogen. Hier trat er energisch für die Nothwendigkeit der vielfach angefochtenen Realschulen 1. Ordnung ein und befürwortete lebhaft diejenige Gestaltung des höheren Schulwesens, welche er in seinen beiden kurz vorher veröffentlichten Schriften Das höhere Schulwesen unseres Staates und Mit welcher Sprache beginnt zweckmäßigerweise der fremdsprachliche Unterricht? empfohlen hatte.“
Von 1875 bis 1876 gehörte er für die Nationalliberalen als Vertreter des Wahlkreises Bielefeld – Halle – Westf./Herford) dem Preußischen Abgeordnetenhaus an, um sich in der Debatte über eine nationale Schulreform für die Gleichberechtigung der Realschulen 1. Ordnung mit den Gymnasien einzusetzen (sog. preußischer Schulstreit).

## Denkmal
Julius Ostendorf starb am 31. August 1877 an den Folgen einer Operation. Er wurde in Lippstadt beigesetzt. Freunde und Verehrer setzten ihm 1879 ein Denkmal vor seinem Schulgebäude von 1864. Heute steht dort das Stadttheater von Lippstadt und davor immer noch am alten Platz das Denkmal, geschaffen von dem bekannten Bildhauer seiner Zeit, Carl Cauer aus Kreuznach. Das städtische Gymnasium in Lippstadt trägt Ostendorfs Namen (Ostendorf-Gymnasium). In Düsseldorf ist eine Straße nach ihm benannt (Ostendorf-Straße).
Sein Sohn Carl Friedrich Ostendorf (* 17. Oktober 1871 in Lippstadt; † 16. März 1915 bei Arras (Lorettohöhe); gefallen) wurde ein bekannter Architekt. Nach ihm sind der Ostendorf-Platz in Karlsruhe und die Ostendorf-Straße in Berlin-Köpenick benannt.

## Werke
- Mit welcher Sprache beginnt zweckmäßigerweise der fremdsprachliche Unterricht?. Voß, Düsseldorf 1873 (Digitalisat)